# Sydney Olympic Park

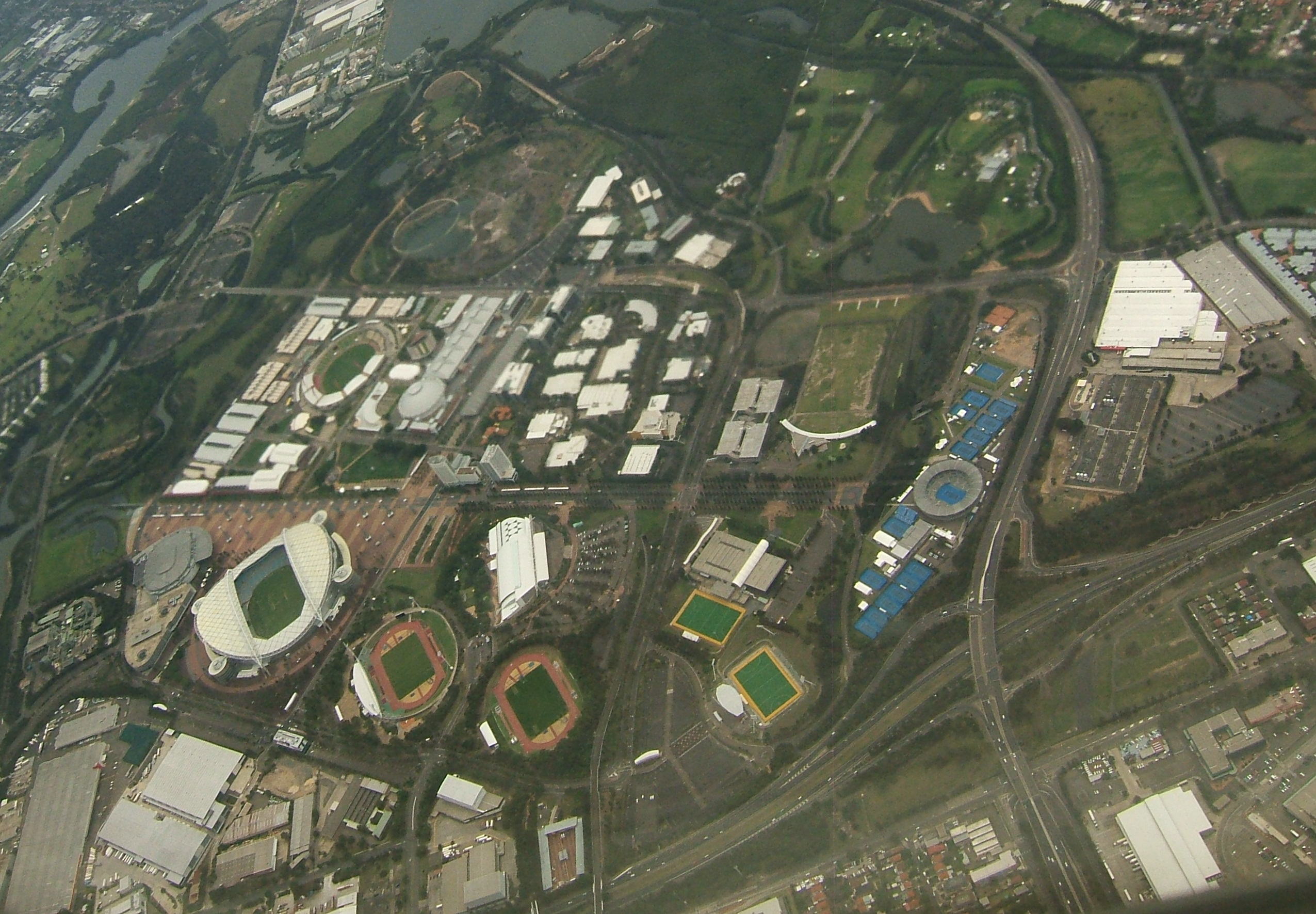
Sydney Olympic Park in 2010

Sydney Olympic Park is een van oorsprong park gelegen in Homebush Bay, een zone in Auburn Council, ten westen van het centrum van Sydney.
Het park werd aangelegd voor de Olympische Zomerspelen van het jaar 2000. In het Olympic Park liggen onder andere het Stadium Australia, het Sydney Aquatics Center, het NSW Tennis Center, het olympisch hockeyveld, de Sydney SuperDome, het State Sports Center, het Sydney Showground Stadium en een boogschietbaan. Het olympisch dorp werd na de spelen omgebouwd tot een gebied met appartement- en kantoorpanden.